# ماتیاس پریرا لاگه
ماتیاس پریرا لاگه (انگلیسی: Mathias Pereira Lage؛ زادهٔ ۳۰ نوامبر ۱۹۹۶) بازیکن فوتبال اهل فرانسه است.
از باشگاه‌هایی که در آن بازی کرده‌است می‌توان به باشگاه فوتبال کلرمون فوت اشاره کرد.
وی همچنین در تیم ملی فوتبال زیر ۲۱ سال پرتغال بازی کرده‌است.